# حي صلاح الدين (الرياض)
حي صلاح الدين هو أحد أحياء الرياض التابعة لبلدية العليا ، ويحده من الشمال طريق الملك عبد الله ومن الشرق طريق أبي بكر الصديق ومن الجنوب قاعدة الرياض الجوية ومن الغرب طريق الملك عبد العزيز
يجاوره من الشمال حي المرسلات ومن الشمال الشرقي حي النزهة ومن الشرق حي الواحة ومن الجنوب الشرقي قاعدة الرياض الجوية ومن الجنوب قاعدة الرياض الجوية ومن الجنوب الغربي حي السليمانية ومن الغرب حي الورود ومن الشمال الغربي حي الملك فهد
ويتخلله شوارع رئيسية هي :
- شارع الأمير فرحان بن سعود
- شارع الشيخ عبد الله العنقري
- شارع رفحاء